# راديو أصوات
راديو أصوات (بالإنجليزية: Radio Aswat)‏ هي إذاعة مغربية، تهتم بشكل كبير بأمور الجالية المغربية في جميع أنحاء العالم وكذلك مستمعي المملكة المغربية، فالإذاعة تبث عدة برامج منها «صحاب الطريق» إبتداءا من السادسة صباحا الذي يهتم بأمور السائقين وأحوالهم وكذلك برنامج «ناس الصباح» وهو عبارة عن برنامج ترفيهي يحتوي على مجموعة من الفقرات، وغيرها من البرامج، أخدت الإذاعة جملة «أصوات الإذاعة لي تفهمني وتفيدني» كشعار لها.